# Viviano Codazzi

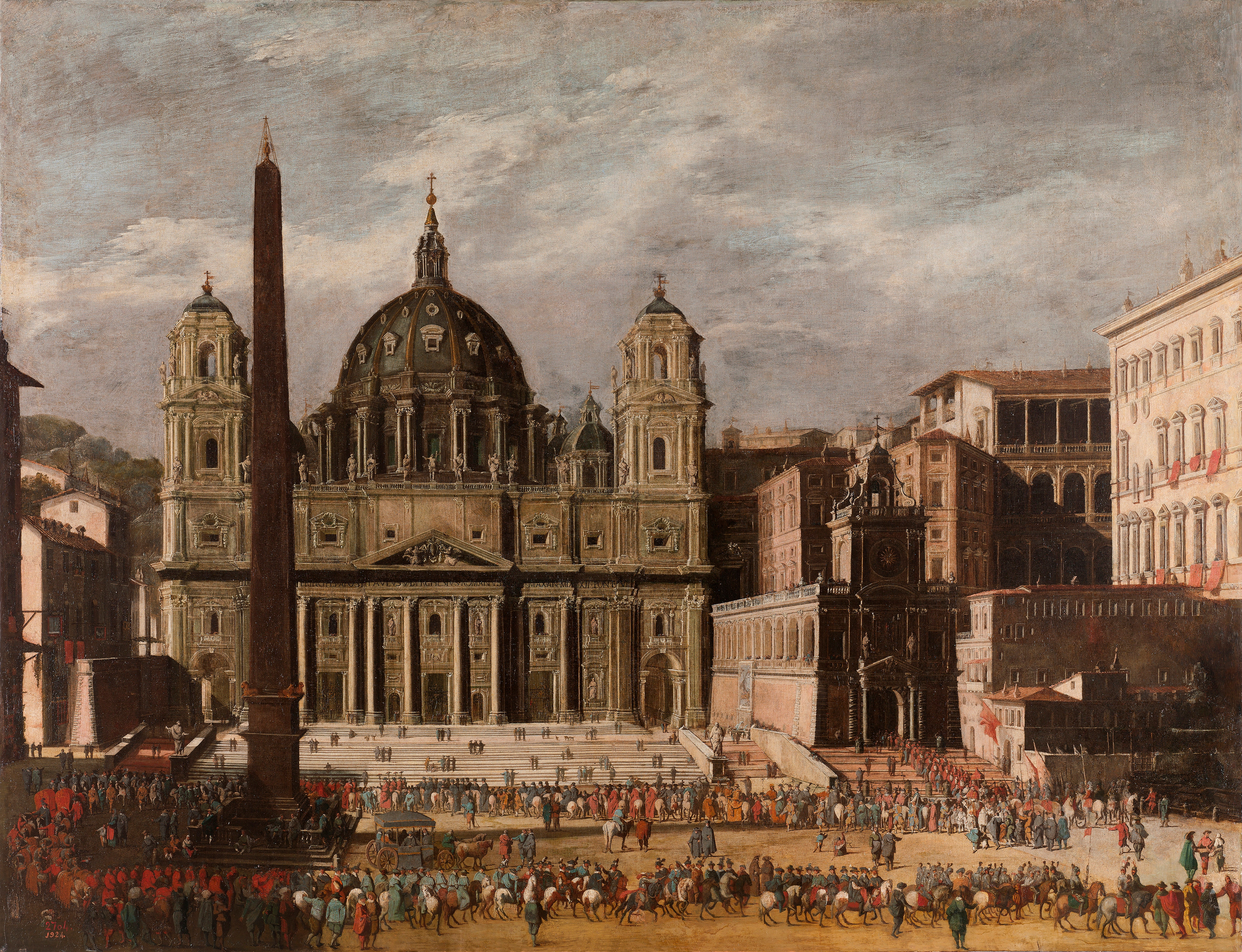
Codazzi, Piazza San Pietro, 1630

Viviano Codazzi, zw. Codagora (ur. 1606, zm. 1672) – włoski malarz barokowy, wedutysta.
Urodził się w okolicach Bergamo. W latach 20. XVII wieku przeniósł się do Neapolu, w którym współpracował z malarzami Miccą Spadarem i Cosimem Fanzagiem. Z Fanzago w latach 1644–1646 dekorował Certosa di S. Martino. W latach 50. przeniósł się do Rzymu. Nawiązał współpracę z mieszkającymi w Rzymie holenderskimi malarzami ze szkoły Bamboccianti oraz związanym z nimi Michelangelem Cerquozzim, których ulubionym tematem było życie ulicy.